# F.O. System (album)
A Fuck Off System ezidáig egyetlen nagylemeze 1990-ből.

## Dallista
1. Nézz rám
2. Hiába minden
3. Utolsó üvöltés
4. Talán
5. Lebegés
6. Ne félj
7. Még
8. Engedj el
9. Öngyilkos vágyak
10. Hold
11. Ne gondolj rám
12. Miért
13. Őrült világ
14. Ha eljön az idő
15. Túl közel

## Közreműködők
- Mátyás Attila - ének, gitár
- Jerabek Csaba - basszusgitár
- Miklós Péter - dob
- Lakatos György - szintetizátor

- Farkas Péter - szintetizátor
- Zana Zoltán - dob
- Szendey Zsolt - dob

- Szöveg: Mátyás Attila
- Zenei rendező: Mátyás Attila - Jerabek Csaba
- Hangmérnök: Füchsel Tibor - Vedres József
- Grafika: Göbölyös László